# Egmont Group of Financial Intelligence Units
El Egmont Group of Financial Intelligence Units es una organización internacional que permite la cooperación e intercambio de inteligencia entre unidades nacionales de inteligencia financiera (FIU) para investigar y prevenir el blanqueo de capitales y financiación del terrorismo.

## Historia
Se formó en 1995 como una red informal de 24 FIUs, tomando su nombre de la Plaza Egmont de Bruselas donde se realizó la reunión. El 15 de febrero de 2008 establecieron sus cuarteles generales en Toronto (Canadá). También mantiene oficinas adicionales en Ottawa, capital de Canadá.
En este momento el Egmont Group of Financial Intelligence Units, agrupa a más de 150 FIUs.
El 12 de octubre de 2018 se expulsó de la organización a la UIF de El Salvador debido al veto presidencial del expresidente Salvador Sánchez Cerén quien declaró inconstitucional las reformas aprobadas por la Asamblea Legislativa limitando así las posibilidades de operación del organismo en el país. Dicha reforma brindaba autonomía a su UIF para facilitar el intercambio de información sobre anomalías en los sistemas financieros regionales. En febrero de 2019 la Sala Constitucional anuló el veto del expresidente, y permitió la publicación de las reformas aprobadas en el diario oficial. Posteriormente, al haber cumplido con los requerimientos del organismo internacional, estos procedieron a reintegrar al país dentro de su sistema anticorrupción.

## Objetivos
Objetivos del Grupo Egmont:
- Estimular la cooperación internacional a través del intercambio de información, conocimiento y tecnología para prevenir las conductas delictivas del lavado de activos y la financiación del terrorismo.
- Potenciar la creación de estas unidades con criterios que estén en consonancia tanto con las jurisdicciones con programas de cumplimiento normativo ya establecidos como con otros países en fase de desarrollo.
- Fomento de la autonomía operativa de estas unidades.
- Firma de acuerdos interinstitucionales, los denominados Memorandos de Entendimiento, para facilitar el intercambio de información bilateral.
- Desarrollo de documentos rectores que establecen pautas importantes referentes al papel y las funciones de la UIF y los mecanismos para el intercambio de información entre ellas.
- Favorecer una comunicación segura entre las UIF poniendo a su disposición aplicaciones tecnológicas como la red segura de Egmont (ESW).